# Christina O
Il Christina O è, con una lunghezza di circa 325 piedi (99 metri), uno dei più grandi e lussuosi Mega-yacht al mondo, appartenuto ad Aristotele Onassis.

## Storia
Costruito nel 1943 come fregata della classe River per la Marina del Canada con il nome HMCS Stormont e la matricola K327, partecipò durante la seconda guerra mondiale alla battaglia dell'Atlantico e fu presente al D-Day.

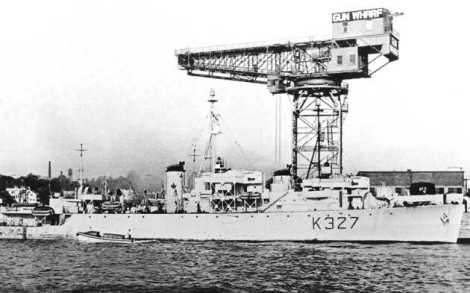
Il Christina O. quando prestava servizio nella Marina del Canada con il nome HMCS Stormont

Dopo il conflitto, la nave venne posta in disarmo nel novembre del 1945 e nel 1954 venne acquistata per $34000 dall'armatore greco Aristotele Onassis, per trasformarla in yacht di lusso, ribattezzandola con il nome della propria figlia Christina e spendendo circa quattro milioni di dollari per il suo riallestimento, per fare dell'imbarcazione lo yacht privato più elegante e più tecnologico della propria epoca.
Oltre a Maria Callas e Jackie Onassis, rispettivamente compagna e moglie di Aristotele Onassis, a bordo vennero ospitate varie celebrità come Marilyn Monroe e Frank Sinatra; Liz Taylor e Richard Burton amavano rilassarsi davanti al camino del salone Lapis. Nel 1957, nell'Ari's Bar si svolse il primo incontro tra l'ex primo ministro britannico Winston Churchill e il futuro Presidente degli Stati Uniti John Kennedy.
Alla morte di Aristotele Onassis, avvenuta nel 1975, lo yacht venne ereditato dalla figlia Christina, che nel 1978 ne fece dono al governo greco per farne uno yacht di rappresentanza.
La nave, ribattezzata Argo, venne tuttavia lasciata deteriorarsi e all'inizio degli anni novanta le autorità greche la misero in vendita per una cifra di 16 milioni di dollari, non trovando però acquirenti.
Nel 1996 uno statunitense aveva cercato di acquistare il lussuoso yacht, ma proprio in relazione a tale acquisto finì per essere incriminato e condannato per frode fiscale.

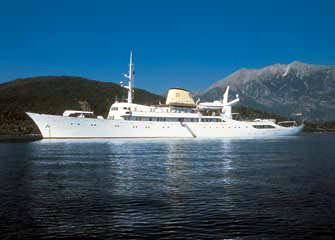
In navigazione presso la costa dalmata

Nel 1998 lo yacht venne acquistato dall'armatore greco John Paul Papanicolaou. Ribattezzato Christina O, è stato restaurato tra gennaio 1999 e aprile 2001 nel cantiere Viktor Lenac di Martinšćica in Croazia. Il prezzo del noleggio si aggira tra 45.000 e 65.000 euro al giorno.
Paragonato ad un moderno superyacht del XXI secolo le cabine sono piccole e manca la possibilità di ricoverare imbarcazioni all'interno, cosa che è standard negli attuali yacht, ma per il resto il numero di aree comuni è ampio e il numero di ponti esterni generosissimo.
Ai suoi tempi il mega panfilo, uno dei simboli della potenza di Onassis, aveva bagni con rubinetti d'oro e maniglie d'avorio, un caminetto extralarge tempestato di pietre preziose, lavandini in lapislazzulo e un bagno di marmo, quello dell'armatore, con una vasca ispirata a quella del mitico Minosse, re di Creta. Era arredato con mobilio Luigi XIV e quadri da museo, inclusi un Rubens, un El Greco, un Renoir. Gli sgabelli del bar davanti alla vetrata panoramica, dove il magnate amava offrire l'aperitivo, sono rivestiti in pelle di balena.
Lo yacht dispone di 18 cabine che portano tutte nomi di isole greche, dotate di un letto matrimoniale o due letti singoli. Le camere hanno una dimensione che varia da 16 a 26 m² e possono ospitare fino a 36 passeggeri. La suite padronale di Onassis, rivestita di stucchi veneziani, misura 75 m². Sono inoltre presenti numerose aree comuni interne ed esterne collegate tra loro da scale a chiocciola.
La sala da pranzo può ospitare fino a 40 persone, con tavoli rifiniti a mano, tovaglie di merletto veneziano e pavimento in marmo incassato.
Il ponte poppiero ha una piscina all'aperto con pavimentazione in mosaico, che premendo un pulsante può essere trasformata in pista da ballo, mentre il ponte panoramico ha una piattaforma per l'appontaggio di un elicottero. In occasione di cerimonie, gli spazi interni possono ospitare circa 100 invitati, che possono arrivare a 250 sfruttando gli spazi esterni.
Il film vincitore della Palma d'oro Triangle of Sadness è in gran parte ambientato a bordo del Christina O, che si vede esplodere con trucchi cinematografici.

## Galleria d'immagini

Immagini dell'imbarcazione
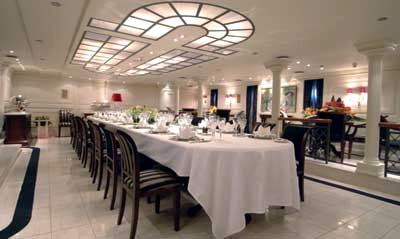
La sala da pranzo
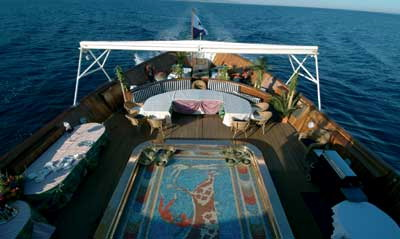
Il ponte di poppa
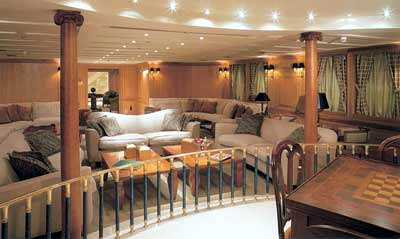
Salotto
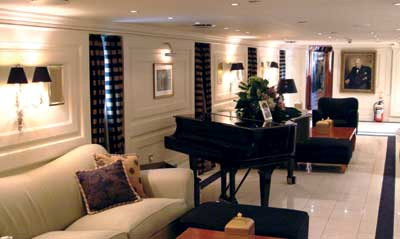
Living Room